# Ой-Тал (Ошская область)
Ой-Тал (кирг. Ой-Тал) — село в Кара-Кульджинском районе Ошской области Кыргызстана. Административный центр Ой-Талского айылного аймака.

## География
Село расположено в северо-восточной части области, в высокогорной зоне, на левом берегу реки Ой-Тал, на расстоянии приблизительно 46 километров (по прямой) к юго-востоку от села Кара-Кульджа, административного центра района. Абсолютная высота — 1921 метр над уровнем моря.

## Население
Согласно оценочным данным Национального статистического комитета Кыргызской Республики, численность населения села на начало 2023 года составляла 2083 человека.
| год     | 2009 | 2014 | 2015 | 2020 | 2021 | 2023 |
| ------- | ---- | ---- | ---- | ---- | ---- | ---- |
| человек | 1867 | 1986 | 2019 | 2062 | 2076 | 2083 |